# László Magyar
László Magyar di Öttömös (Szombathely, 13 novembre 1817 – Ponte de Cuio, 9 novembre 1864) è stato un viaggiatore ed esploratore ungherese.

## Biografia
Nato da un figlio illegittimo di un nobile di Öttömös. Come ufficiale della marina mercantile austro-ungarica, viaggiò in anni giovanili nell'America Settentrionale e nella Meridionale, in particolare nel Brasile. Nel 1847 si recò in Africa e rimase in questo continente per il resto della vita, inviando sporadicamente relazioni dei viaggi alla Società di geografia e cartografia ungherese (OTKA). Nel 1848 risalì in Congo fino alle cataratte di Faro-Songo.
L'anno successivo si recò da Benguela nel Bié dove sposò la figlia del re del luogo. Le relazioni del suocero, così come la donazione di 300 schiavi fattagli da quest'ultimo, permisero Magyar di fare sei viaggi di esplorazione nell'Africa Meridionale. Nel 1850, dopo essere partito da Biè, esplorò la regione di Muatianvo. Negli anni successivi raggiunse Kumbe (Distretto di Wajir, Kenya), esplorò Lobales, il corso del fiume Cunene, e la costa dell'Angola (Ponte de Cuio).
I resoconti dei suoi viaggi, pubblicati nel 1859 dall'Accademia Ungherese delle Scienze a cura di János Hunfalvy suscitarono interesse in quanto, a differenza di altri viaggiatori europei, Magyar non si limitava alla sola esplorazione geografica, ma nelle sue relazioni descriveva la cultura della abitanti dei luoghi visitati.